# Кастельбельфорте
Кастельбельфорте (итал. Castelbelforte) — коммуна в Италии, располагается в регионе Ломбардия, подчиняется административному центру Мантуя.
Население составляет 2976 человека, плотность населения составляет 118 чел./км². Занимает площадь 22 км². Почтовый индекс — 46032. Телефонный код — 0376.
Покровителем коммуны почитается священномученик Власий Севастийский, празднование 3 февраля.